# Achaetobonellia maculata
Achaetobonellia maculata är en djurart som tillhör fylumet skedmaskar, och som beskrevs av Fisher, W.K 1953. Achaetobonellia maculata ingår i släktet Achaetobonellia och familjen Bonelliidae. Inga underarter finns listade i Catalogue of Life.